# أحماموش (بني راتن)
أحماموش هو دُوَّار يقع بجماعة زينات، إقليم تطوان، جهة طنجة تطوان الحسيمة في المملكة المغربية. ينتمي الدوّار لمشيخة بني راتن التي تضم 3 دواوير. يقدر عدد سكانه بـ 115 نسمة حسب الإحصاء الرسمي للسكان والسكنى لسنة 2004.

## وصلات خارجية
- البوابة الوطنية للجماعات الترابية
- المندوبية السامية للتخطيط